# Arktisk torvblomfluga
Arktisk torvblomfluga (Sericomyia arctica) är en tvåvingeart som beskrevs av Schirmer 1913. Arktisk torvblomfluga ingår i släktet torvblomflugor, och familjen blomflugor. Arten är reproducerande i Sverige. Inga underarter finns listade i Catalogue of Life.